# Zap Mama

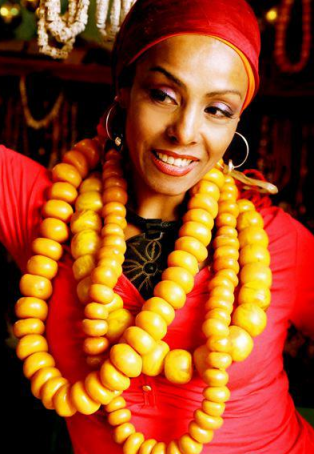
Marie Daulne

Zap Mama is een Belgische muziekgroep opgericht in 1990 door Marie Daulne, een Belgische van Congolese afkomst. Hun muziek is een mengeling van soul, gospel en Afro-Cubaanse ritmes. Ze speelden op de soundtrack van de Amerikaanse film Mission: Impossible II. Ze zingen in het Frans en Engels.

## Geschiedenis
Daulne is in het vroegere Zaïre geboren uit een Belgische vader en een Zaïrese moeder. Haar muzikale creaties komen voort uit deze gemengde achtergrond. In 1990 bracht Daulne vijf jonge zangeressen bijeen voor een zanggroep genaamd Zap Mama: Cécilia Kankonda, Céline 't Hooft, Sabine Kabongo, Sylvie Nawasadio en zijzelf. Hun eerste cd, a capella gezongen en Zap Mama geheten, verscheen een jaar nadien. Hun tournee, van Berlijn tot New York en Sydney, kreeg veel aandacht.
In 1994 kwam een tweede cd, "Sabsylma" geheten, een mengeling van Indische, Marokkaanse en Australische muziek. Na een twee jaar durende wereldreis keerde Marie Daulne naar Brussel terug met een volgende plaat in haar hoofd, "Seven". Nieuwe muzikanten kwamen bij de groep en de nummers werden voorzien van nog onbekendere klanken.
In de herfst van 1998 vertrok de groep voor een tournee door Afrika. Het leverde inspiratie op voor het vierde album van Zap Mama, "A ma zone", dat in 2000 uitkwam. Ook zong ze een track op het album CosmoAfrique (2002 )van houseproducer King Britt. Daulne had zich inmiddels in de Verenigde Staten gevestigd, maar in 2004 keerde ze terug naar Brussel.
In de Verenigde Staten raakte Daulne bevriend met Erykah Badu, met wie ze de single "Bandy Bandy" opnam, die verscheen op het album "Ancestry in Progress" in 2004. Dit album werd uitgegeven bij Luaka Bop, het platenlabel van David Byrne. Op dit album werkte Marie Daulne samen met onder andere ?uestlove (van The Roots), hiphopartiest Common en beatboxer Scratch. De muziek was vooral beïnvloed door hiphop en r&b.
In 2005 nam Daulne samen met Monza het themalied voor de vieringen van 175 jaar België op, Ik Hou van U/Je t'aime tu Sais. In 2007 verscheen het album van Zap Mama Supermoon, dat een mix van world, pop, jazz en soul bevat. Op de plaat wordt Marie Daulne vergezeld door onder andere drummer Tony Allen, bassist Will Lee, Michael Franti van Spearhead, gitarist David Gilmore en pianist Daniel Freiberg.
In 2008 en 2009 was Zap Mama opnieuw internationaal in de belangstelling. In de film en bijbehorende cd What About Me? van 1 Giant Leap werken zij mee aan het nummer Each Step Moves Us On, een samenwerking met Speech. 1 Giant Leap was een multimediaproject van Jamie Catto (Faithless) en Duncan Bridgeman.
Op 26 november 2019 kreeg Marie Daulne de 'Maestro Honoris Causa' van de Stichting Conservatorium Antwerpen in deSingel. Er werd ook een benefietconcert gehouden ten voordele van het project "Save the Piano".

## Discografie
- Zap Mama (1991)
- Adventures to Afropea I (1993)
- Sabsylma (1994)
- Seven (1997)
- A Ma Zone (1999)
- Ancestry in Progress (2004)
- Supermoon (2007)
- ReCreation (2009)
- Eclectic Breath (2018)
- Odyssée (2022)